# Kapital
Kapital (в переводе с нем. — «Капитал») — седьмой студийный альбом словенской индастриал-группы Laibach, вышедший в 1992 году.
Kapital появился в 1992 году, издавался как на пластинках, так и на аудиокассетах и компакт-дисках, суммарная длительность всех песен зависит от носителя (максимальная на аудиокассете). 

## Список композиций
Продолжительность треков различна как на аудиокассетах, так и на пластинках и дисках.

### Аудиокассетная версия
Сторона A — 40:23
1. «Decade Null» (Нулевая декада) — 3:29
2. «Everlasting in Union» (Вечный союз) — 4:07
3. «Illumination» (Иллюминация) — 3:55
4. «Codex Tobus» (Кодекс Тобус) — 3:39
5. «Le Privilege des Morts» (Привилегия мёртвых) — 5:28
6. «Hymn to the Black Sun» (Гимн чёрному солнцу) — 4:31
7. «Young Europa» (Молодая Европа) — 6:54
8. «Entartete Welt» (Вырождающийся мир) — 8:15

Сторона B — 44:22
1. «White Law» (Белый закон) — 3:57
2. «Wirtschaft ist tot» (Экономика мертва) — 7:32
3. «Torso» (Туловище) — 4:07
4. «The Hunter’s Funeral Procession» (Похороны охотника) Из трилогии «Wunderhorn» — 5:41
5. «Kinderreich» (Детская империя) — 4:54
6. «Sponsored by Mars» (Поддержан Марсом) — 5:31
7. «Regime of Coincidence, State of Gravity» (Режим совпадения, чувство гравитации) — 8:03
8. «Steel Trust» (Стальной трест) — 4:29

### LP-версия
A — 15:49
1. «Decade Null» — 3:25
2. «Everlasting in Union» — 3:55
3. «Hymn to the Sun» (Гимн солнцу) — 4:35
4. «Illumination» — 3:54

B — 18:49
1. «Codex Tobus» — 3:43
2. «Le Privilege Des Morts» — 5:43
3. «Young Europa» — 5:14
4. «Torso» — 4:09

C — 24:13
1. «White Law» — 4:19
2. «Entartete Welt» — 8:50
3. «Wirtschaft ist tot» — 6:08
4. «Kinderreich» — 4:56

D — 21:45
1. «The Hunter’s Funeral Procession» — 7:01
2. «Sponsored by Mars» — 5:37
3. «Regime of Coincidence, State of Gravity» — 4:38
4. «Steel Trust» — 4:29

### CD-версия
1. «Decade Null» — 2:56
2. «Everlasting in Union» — 4:09
3. «Illumination» — 3:58
4. «Le Privilege des Morts» — 5:34
5. «Codex Durex» (Кодекс Дюрекс) — 3:04
6. «Hymn to the Black Sun» — 5:30
7. «Young Europa» (части 1-10) — 6:23
8. «The Hunter’s Funeral Procession» — 5:33
9. «White Law» — 4:22
10. «Wirtschaft ist tot» — 7:12
11. «Torso» — 4:15
12. «Entartete Welt» — 8:23
13. «Kinderreich» [Английская версия] — 4:08
14. «Sponsored by Mars» — 5:37
15. «Regime of Coincidence, State of Gravity» — 7:27